# Assembleia da União Africana
A Assembleia da União Africana, que é formalmente conhecida como a Assembleia da União Africana de Chefes de Estado e Governo, é um dos órgãos de tomada de decisões dentro da União Africana. Os outros órgãos são o Parlamento Pan-Africano; o Conselho Executivo da União Africana, consistindo de ministros estrangeiros do estados-membro da UA; e a Comissão da União Africana. O Presidente da Assembleia tem algumas funções normais, sendo a mais importante presidir no Parlamento Pan-Africano durante a eleição e a tomada de posse do Presidente do Parlamento.

## História da Assembleia
A Assembleia foi criada a 25 de maio de 1963, como parte da ratificação da Organização da Unidade Africana. Inicialmente a Assembleia consistia de 32 membros independentes, os chefes de estado dos estados africanos que tinham conquistado independência até 1963. Até 2001, a constituição da Assembleia era a Carta da Organização da Unidade Africana. A Assembleia está agora sujeita ao Ato da União criado pela União Africana.

## Funções da Assembleia
A Assembleia tem nove funções básicas:
1. Definir políticas da União.
2. Decidir que decisão tomar depois da consideração dos relatórios e recomendações de outros órgãos da União.
3. Considerar pedidos de adesão da União.
4. Criar órgãos para a União.
5. Monitorizar a implementação de políticas e decisões da União como também assegurar conformidade por todos os Estados-Membro.
6. Criar um orçamento da União.
7. Fornecer direções para o Conselho Executivo em conflitos, guerra e outras situações de emergência e a restauração da paz.
8. Selecionar juízes para colocar e retirar do Tribunal de Justiça.
9. Nomear o Presidente da Comissão, Comissários da Comissão, todos os deputados respetivos e determinar por quanto tempos eles vão servir e que deveres vão ter.

## Decisões da Assembleia

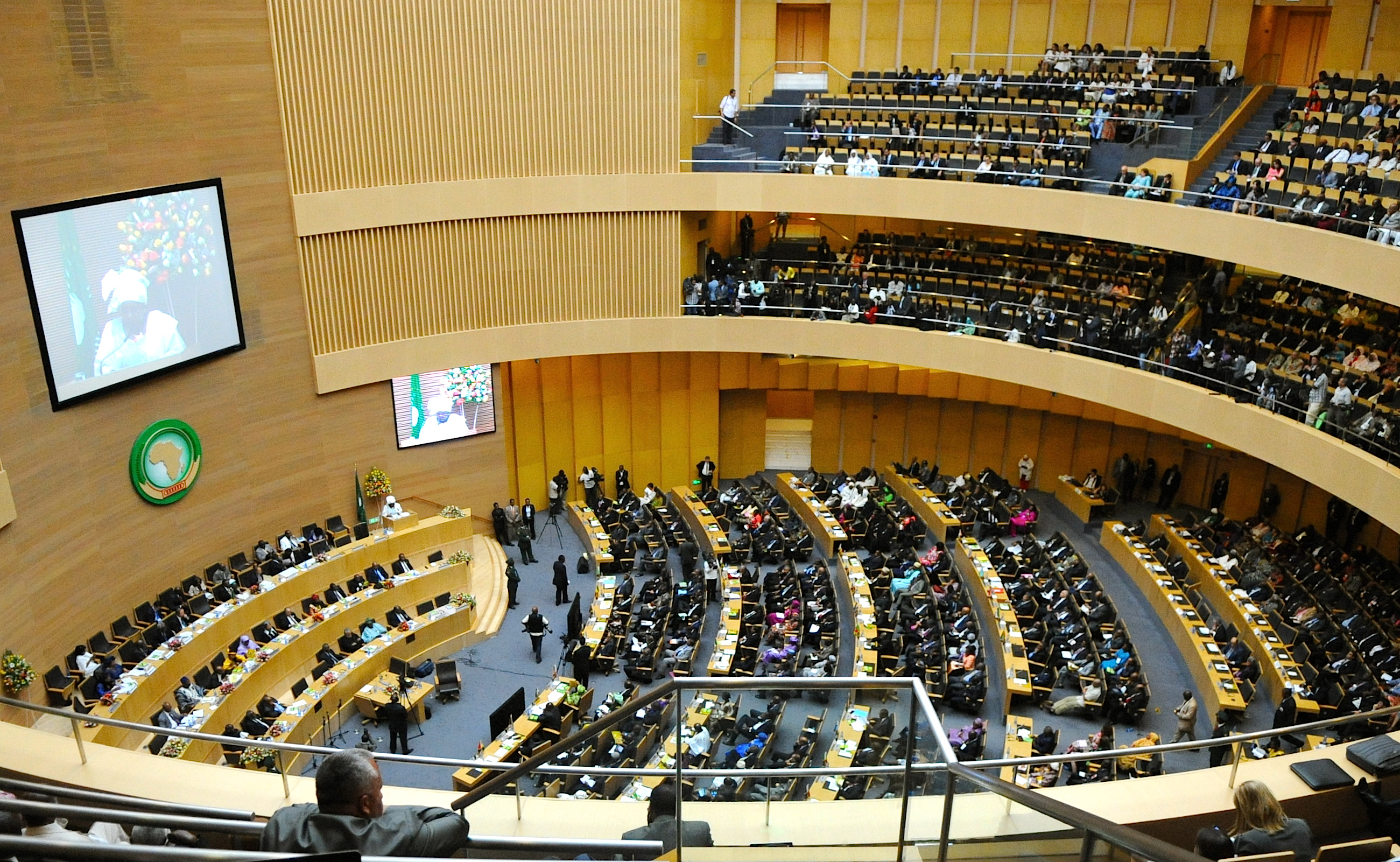
50thº aniversário da Cimeira da União Africa em Adis Abeba, Etiópia, 25 de maio de 2013

A Assembleia deverá tomar as suas decisões por consenso, ou, falhar, por uma maioria de dois terços dos Estados-Membro da União. No entanto, assuntos processuais, incluindo a questão de se o assunto é um dos procedimentos ou não, deverá ser decidido por uma maioria simples.
Dois terços da adesão total da União deverá formar um quórum em qualquer reunião da Assembleia.
A Assembleia deve delegar qualquer dos seus poderes e funções para qualquer órgão da União.

## Membros da Assembleia
A Assembleia da UA de Chefes de Estado e Governo consiste de 55 chefes de estado e governo dos países membros. A Assembleia reúne-se uma vez por ano na Cimeira da União Africana. O atual presidente da Assembleia é o Presidente Cyril Ramaphosa da África do Sul.
Os membros atuais da Assembleia são:
| Estado-Membro                  | Representante                 | Título                                      | Membro desde            | Foto |
| ------------------------------ | ----------------------------- | ------------------------------------------- | ----------------------- | --- |
| Argélia                        | Abdelmadjid Tebboune          | Presidente                                  | 19 de dezembro de 2019  | Abdelmadjid Tebboune 20200119 (cropped)                                                                                                  |
| Angola                         | João Lourenço                 | Presidente                                  | 26 de setembro de 2017  | |
| Benim                          | Patrice Talon                 | Presidente                                  | 6 de abril de 2016      | |
| Botswana                       | Mokgweetsi Masisi             | Presidente                                  | 1 de abril de 2018      | |
| Burquina Fasso                 | Vago                          | Adesão Suspendida                           | 31 de janeiro de 2022   | |
| Burundi                        | Évariste Ndayishimiye         | Presidente                                  | 18 de junho de 2020     | Evariste Ndayishimiye (cropped) |
| Cabo Verde                     | José Maria Neves              | Presidente                                  | 9 de novembro de 2021   | |
| Camarões                       | Paul Biya                     | Presidente                                  | 6 de novembro de 1982   | Paul Biya 2014 |
| República Centro-Africana      | Faustin-Archange Touadéra     | Presidente                                  | 30 de fevereiro de 2016 | |
| Chade                          | Mahamat Déby Itno             | Presidente do Conselho Transicional Militar | 20 de abril de 2021     | Participation of Ursula von der Leyen, President of the European Commission, in the 6th European Union Africa Union Summit (cropped)     |
| Comores                        | Azali Assoumani               | Presidente                                  | 26 de maio de 2016      | |
| República Democrática do Congo | Félix Tshisekedi              | Presidente                                  | 24 de janeiro de 2019   | |
| República do Congo             | Denis Sassou Nguesso          | Presidente                                  | 25 de agosto de 1997    | Denis Sassou Nguesso 2014 |
| Costa do Marfim                | Alassane Ouattara             | Presidente                                  | 4 de dezembro de 2010   | |
| Djibuti                        | Ismaïl Omar Guelleh           | Presidente                                  | 8 de maio de 1999       | |
| Egito                          | Abdul Fatah Khalil Al-Sisi    | Presidente                                  | 8 de junho de 2014      | AbdelFattah Elsisi |
| Guiné Equatorial               | Teodoro Obiang Nguema Mbasogo | Presidente                                  | 3 de agosto de 1979     | |
| Eritreia                       | Isaias Afewerki               | Presidente                                  | 24 de maio de1993       | |
| Essuatíni                      | Mswati III de Essuatíni       | Rei                                         | 25 de abril de 1986     | King Mswati III 2014 |
| Etiópia                        | Abiy Ahmed Ali                | Primeiro Ministro                           | 2 de abril de 2018      | |
| Gabão                          | Brice Oligui                  | Presidente                                  | 19 de outubro de 2009   | |
| Gâmbia                         | Adama Barrow                  | Presidente                                  | 19 de janeiro de 2017   | Adama Barrow - 2018 (39774084330) (cropped)                                                                                              |
| Gana                           | Nana Akufo-Addo               | Presidente                                  | 7 de janeiro de 2017    | Nana Akufo-Addo at European Development Days 2017                                                                                        |
| Guiné                          | Vago                          | Adesão Suspendida                           | 10 de setembro de 2021  | |
| Guiné-Bissau                   | Umaro Sissoco Embaló          | Presidente                                  | 27 de fevereiro de 2020 | Umaro Sissoco Embaló (51315757792) |
| Quênia                         | William Ruto                  | Presidente                                  | 9 de abril de 2013      | |
| Lesoto                         | Sam Matekane                  | Primeiro Ministro                           | 20 de maio de 2020      | |
| Libéria                        | Joseph Boakai                 | Presidente                                  | 22 de janeiro de 2018   | |
| Líbia                          | Mohamed al-Menfi              | Presidente do Conselho Presidencial         | 15 de março de 2021     | Мухаммад Аль-Манфи (51120607759) |
| Madagáscar                     | Andry Rajoelina               | Presidente                                  | 19 de janeiro de 2019   | |
| Malawi                         | Lazarus Chakwera              | Presidente                                  | 28 de junho de 2020     | Lazarus Chakwera 2017 |
| Mali                           | Vago                          | Adesão suspensa                             | 2 de junho de 2021      | |
| Mauritânia                     | Mohamed Ould Ghazouani        | Presidente                                  | 1 de agosto de 2019     | His Excellency Mohammed Ould Cheikh El Ghazouani, President of Mauritania, at the UK-Africa Investment Summit, 20 January 2020 (cropped) |
| Ilhas Maurícias                | Pravind Jugnauth              | Primeiro Ministro                           | 23 de janeiro de 2017   | |
| Marrocos                       | Mohamed VI                    | Rei                                         | 31 de janeiro de 2017   | King Mohammed VI of Morocco, Africa Forum Summit 2015 (cropped)                                                                          |
| Moçambique                     | Filipe Nyusi                  | Presidente                                  | 15 de janeiro de 2015   | Filipe Nyusi, President, Republic of Mozambique - 2018 (40689535485) (cropped)                                                           |
| Namíbia                        | Nangolo Mbumba                | Presidente                                  | 21 de março de 2015     | |
| Níger                          | Mohamed Bazoum                | Presidente                                  | 2 de abril de 2021      | Mohamed Bazoum (cropped) |
| Nigéria                        | Bola Tinubu                   | Presidente                                  | 29 de maio de 2015      | |
| Ruanda                         | Paul Kagame                   | Presidente                                  | 24 de março de 2000     | Paul Kagame 2014 |
| Saara Ocidental                | Brahim Ghali                  | Presidente                                  | 12 de julho de 2016     | Brahim Ghali |
| São Tomé e Príncipe            | Carlos Vila Nova              | Presidente                                  | 3 de setembro de 2016   | |
| Senegal                        | Macky Sall                    | Presidente                                  | 2 de abril de 2012      | Macky Sall with Obamas 2014 (cropped) |
| Seicheles                      | Wavel Ramkalawan              | Presidente                                  | 26 de outubro de 2020   | Wavel Ramkalawan (face) 2020 |
| Serra Leoa                     | Julius Maada Bio              | Presidente                                  | 4 de abril de 2018      | Julius Maada Bio - 2020 (cropped) |
| Somália                        | Hassan Sheikh Mohamud         | Presidente                                  | 23 de setembro de 2020  | |
| África do Sul                  | Cyril Ramaphosa               | Presidente                                  | 15 de fevereiro de 2018 | |
| Sudão do Sul                   | Salva Kiir Mayardit           | Presidente                                  | 9 de julho de 2011      | Salva Kiir Mayardit at the White House (cropped)                                                                                         |
| Sudão                          | Vago                          | Adesão Suspensa                             | 26 de outubro de 2021   | |
| Tanzânia                       | Samia Suluhu                  | Presidente                                  | 10 de março de 2021     | |
| Togo                           | Faure Gnassingbé              | Presidente                                  | 4 de maio de 2005       | |
| Tunísia                        | Kaïs Saïed                    | Presidente                                  | 23 de outubro de 2019   | President Kais Saïed cropped |
| Uganda                         | Yoweri Museveni               | Presidente                                  | 26 de janeiro de 1986   | Museveni July 2012 Cropped |
| Zâmbia                         | Hakainde Hichilema            | Presidente                                  | 21 de agosto de 2021    | |
| Zimbabwe                       | Emmerson Mnangagwa            | Presidente                                  | 24 de novembro de 2017  | Emmerson Mnangagwa (2019-01-15) |

## Ligações Externas
- «Sítio oficial»